# Culicoides luglani
Culicoides luglani is een muggensoort uit de familie van de knutten (Ceratopogonidae). De wetenschappelijke naam van de soort is voor het eerst geldig gepubliceerd in 1958 door Jones and Wirth.